# ビック (スペイン)
ビック（Vic）は、スペイン・カタルーニャ州バルセロナ県オソナ郡に属するムニシピ（基礎自治体）。ビック平野に位置する。バルセロナの距離は69km、ジローナの距離は60kmであり、その地理的位置からカタルーニャ中央部の中心都市の一つである。

## 歴史

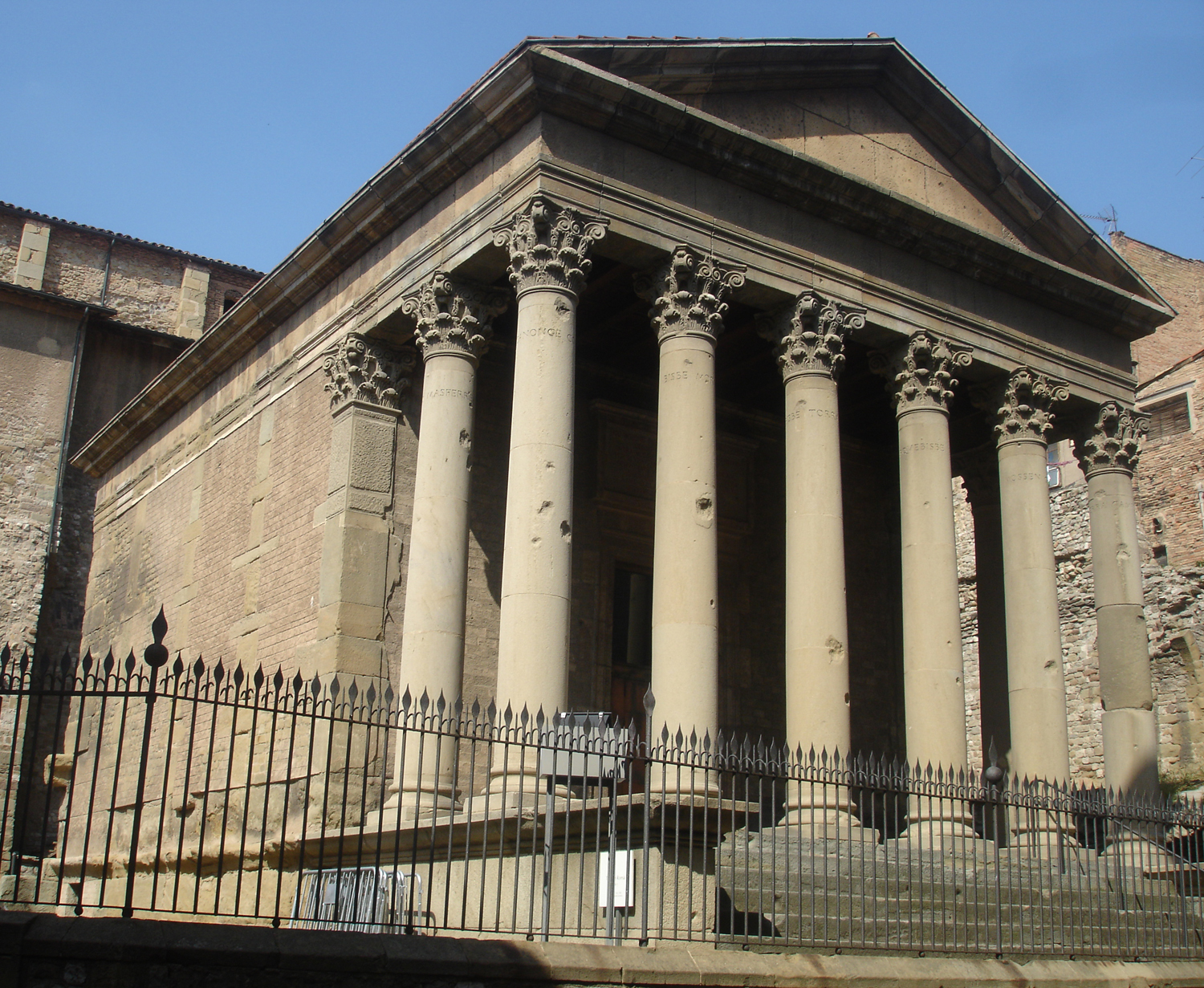
ローマ神殿

ビックは古代にはローマ人からアウサ（Ausa）と呼ばれていた。この名が刻まれたイベリア人の硬貨が、この地で発見された。西ゴート族には、アウソナ（Ausona）と呼ばれた。
8世紀から9世紀、ビックはフランク人とイスラム勢力から切り離された辺境（en）の中にあった。イスラム勢力が侵入した788年にビックは破壊された。のちにかつての1/4だけが再建され、ヴィクス・アウソネンシス（Vicus Ausonensis、ヴィクスとはラテン語で自治都市を意味する）と呼ばれた。この名前からビックの名が生まれた。878年にギフレ多毛伯が市の実権を掌握すると再植民が行われ、司教座の創設のために教区を下位におくのをあきらめた。この後、市はバルセロナ伯とビック司教とに支配された。
1027年のトルジェス（現在のトゥールージュ）での会議で、ビック司教は最初の『神の休戦』（en）を設立させ、貴族らが私的に戦争しないよう働きかけた。
18世紀、市はフェリペ5世の中央集権的政策に対抗した反乱の最初の焦点となった。対立はスペイン継承戦争を引き起こし、その結果カタルーニャは一国家としての自治を失い、スペインの一地方へと転落した。
20世紀初頭、人口は約12,000人だった。1992年、ビックはバルセロナオリンピックのローラーホッケー競技開催地となった。

## ビックの教会史

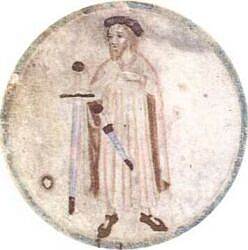
ギフレ多毛伯

司教座はタラゴナ大司教座に属している。北はジローナ県、東はジローナとバルセロナ、南部をバルセロナとタラゴナ、西をタラゴナとリェイダが面している。4つのカタルーニャの県の中にビック司教座はあるが、大部分はバルセロナ県の中である。
キリスト教が導入されたのは非常に早いというのは疑いはなく、アウサの殉教者としてデキウス帝時代に記録が残された。タラコネンシス聖座の最古の記録におけるビック司教は、非常に早い記録のうちの一つである。しかし、516年までこの名は記載されなかった。516年は初代ビック司教であるビックのシニディウスがタラゴナ・ジローナ地方議会において助力を受け名のったものだった。6世紀の司教アクイリヌスは第3回トレド公会議に出席した。司教エステバンはエガラ（現在のタラサ）での第4回トレド公会議に出席した。司教ドミヌスは第6回トレド公会議、司教ゲリクスは8回トレド公会議に出席した。Wisefredusは自分の名代を13回トレド公会議へ派遣し、15回と16回には自身で出席した。サラセン人らの侵攻前に、この司教区はアウソナでの教会の歴史を閉じた。
ビックの再征服は9世紀のフランク王ルートヴィヒ1世の時代に始まった。彼はサルダーニャ伯ボレイに対し自治政府を任せ、全ての教会に関する事例はナルボンヌ大司教の指示の下に置かれた。
826年、ビックは再びイスラム勢力の手に落ち、後にギフレ多毛伯（独立したバルセロナ伯）によって再征服された。
ギフレは聖母マリアへ捧げた有名なサンタ・マリア・デ・リポイ修道院を建てた。この修道院が建てられた正確な年数は不明で、既に888年には存在していたことがわかっている。そしてビック司教としてゴドマルスの献堂を行うナルボンヌ大司教の形式を獲得した。司教とカタルーニャ貴族モンカダ家は1315年まで市の支配権を争った。ベレンゲー・ガグアルディア司教は自身の権利をアラゴン王ハイメ2世へ割譲した。ハイメ2世はモンカダ家の権利も獲得した。
ビック司教アットン(960-72)は学問の偉大な奨励者として記述された。その中でアウリリャの僧と呼ばれた、のちのローマ教皇シルウェステル2世は、その学習のために顕著な存在であった。

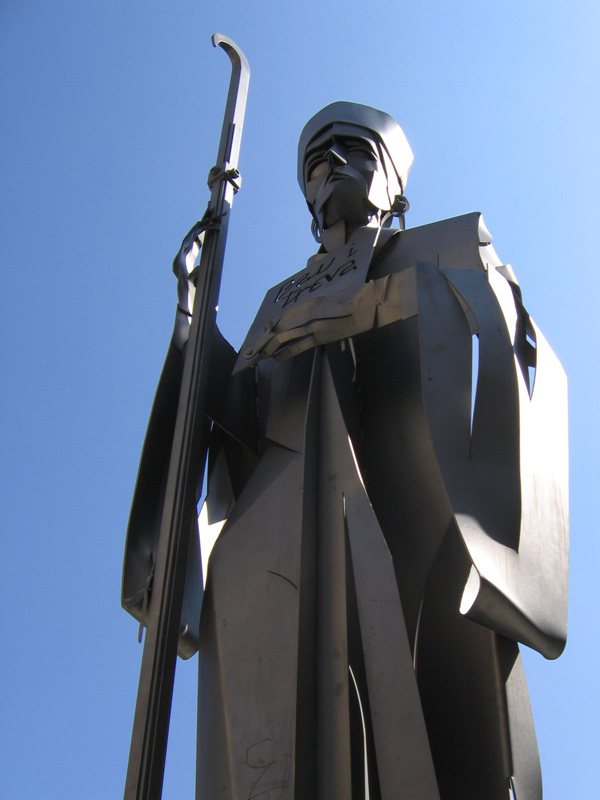
ウリバ司教像

ビックのその他の司教の中で最も輝かしい人物は、バザルー伯の息子でありリポイ修道院の聖職者であったウリバである。彼は豊富な財力を用いてリポイ修道院を再建し飾り立てた。献堂は1032年1月15日に行われた。彼もバルセロナ伯爵夫人エルメシンダ（カルカソンヌ伯女。カタルーニャの再独立を後ウマイヤ朝と戦って勝ち取ったラモン・ボレイ伯の妃）の助力を受け、ビック大聖堂を再建し、1038年8月31日に聖ペラ（ペトロ）・聖パウ（パウロ）に建物を捧げた。彼の後任であるグイリェルモの時代、守護聖人である殉教者ルキアヌスとマルキアヌスの聖遺物がビックで発見され、信者らの間で平和の復興のため会議が開催された。
ベレンゲー・セニオフレーは修道院総会を改善し、だらしない修道士らを追放し、規則正しい戒律を導入した。ベレンゲーは自身のため、ナルボンヌ司教によって競われたタラゴナ大司教の威厳を手に入れた。トレント公会議に出席したスペインの司教の中でビック司教アシスクロ・モヤ・デ・コントレラスは、神学者ペドロ・メルカドを伴っていた。
さらに最近の司教の、ジュセップ・モルガデス・イ・ジリには特別な注意を払うに値する。彼は革命主義者によって破壊され略奪されていたリポイ修道院を修繕し、1893年7月1日に教会を再建した。彼は司教座に属する古代からの教会から散開した中世美術の多くの貴重品を収集し、ビックに考古学博物館を建てそこへ収蔵した。次のビック司教はジュセップ・トーレス・イ・バジェスで、文化と学問の偉人物である。
その他のビック司教座出身の人物には、以下の人々がいる。:
- アントニ・クラレ・イ・クララー　-　聖人。サンティアゴ・デ・クーバ大司教。スペイン女王イサベル2世の聴罪師を務めた
- ジュゼップ・サドック・アレマニ　-　ドミニコ会派聖職者。初代サンフランシスコ大司教

## 文化
- ビック大学（スペイン語版）
- ビック教区博物館（カタルーニャ語版）　-　司教区が運営する、中世美術の美術館
- Museu de l'Art de la Pell de Vic　-　革製品の博物館
- 市民の市場、商業祭など。特に音楽祭Mercat de Música Viva de Vicが有名。

## 経済
数世紀に渡って最重要産業は織物業だったが、現在ではほとんど消滅している。今日の経済の柱は、農業や建設業である。
ビックはソーセージやその他の豚肉加工品で有名である。特に細い燻製ソーセージであるフエが知られている。ビック平野では燻製ソーセージや冷肉製品が長い伝統を持つ。

## 見どころ

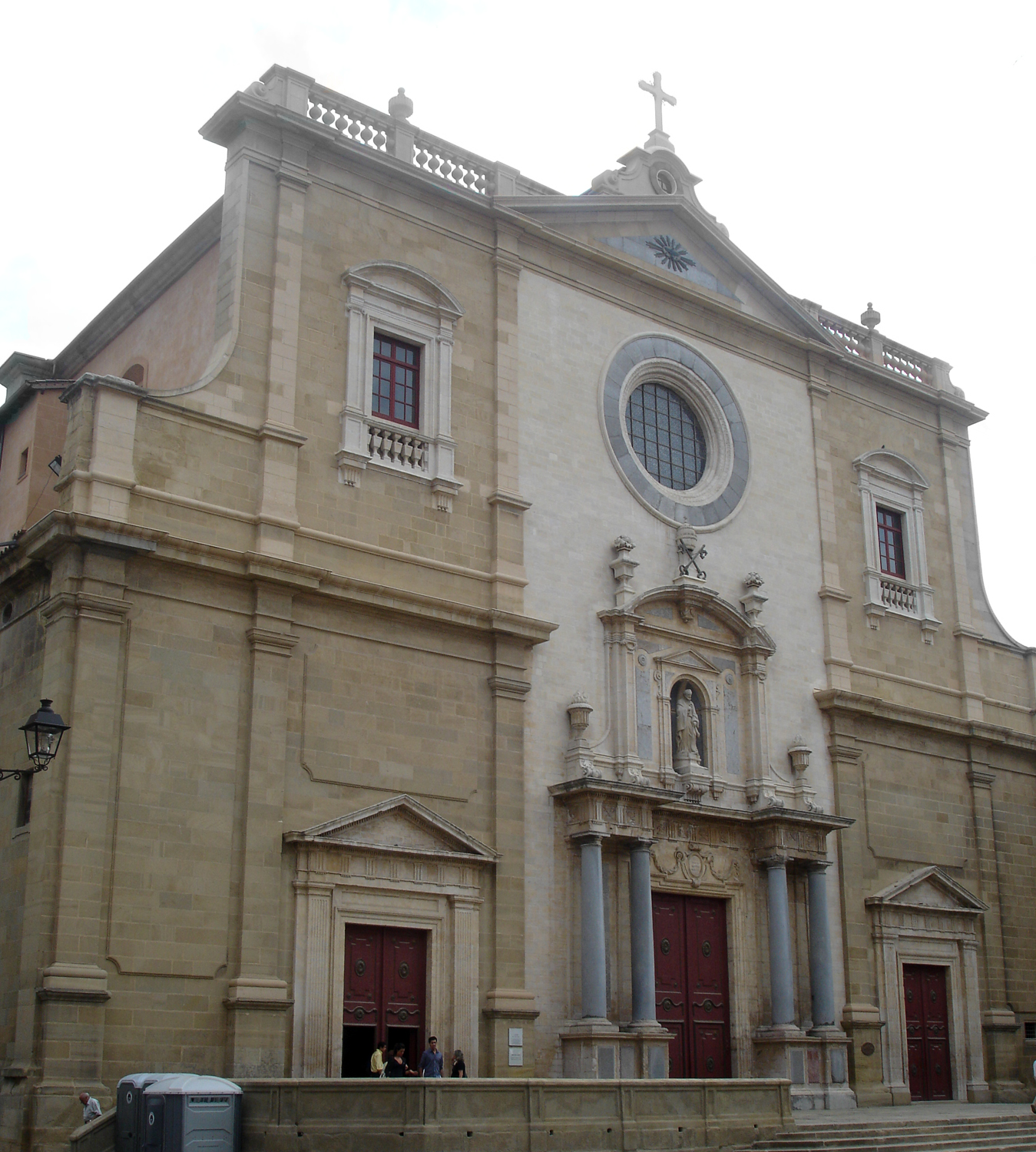
サント・ペレ・アポストル聖堂

サント・ペラ・アポストイ大聖堂は、ビック初の大聖堂である。数世紀に渡り、代々の司教たちがこの教会で最初のクリスマス・ミサを祝い、サント・ペラのミサを第3に祝ってきた。
非常に古いサンタ・マリア教会は1140年にギエン・ボンフィイによって基礎から再建された。それから40年後に司教ペレ・ラトルタによって献堂された。1787年、この教会は新たな聖堂のための部屋をつくるため廃棄された。10世紀のジョルディ司教はリポイの教会を再建し、サンタ・マリア・デ・マンレザ教会も献堂した。
元々の聖堂は一つきりの本堂、厚い壁、そしてわずかな窓が特徴であった。これがウリバ司教によって建てられた大聖堂が取って代わった。13世紀の司教ラモン・ダングレソラは、聖堂の修繕へ向けて寄進するよう信者へ熱心に説く教書の手紙を書いた。1401年、司教ディエゴ・デ・エレディアは交差廊を加えた。1585年、サント・ジョアンの扉が加えられたが、完全な再建の必要性がすぐ承認され、18世紀終わりへ向かって建物は壊された。新たな大聖堂の布石が1781年9月24日に置かれた。大聖堂が献堂されたのは1803年9月15日だった。大聖堂は、ドーリア式とトスカーナ式の組み合わせ、美しい欄干で飾られた白石のファサードといった古典的な設計である。入り口が3箇所あり、3つの本堂、6人の守護聖人の巨大な像と一致する。内装はコリント式である。記念物と祭壇の全ては古い教会が壊されたときに破壊された。石膏でできたゴシック様式の高祭壇が現存する。これは15世紀初めにベルナト・デプヨイによって与えられたものである。礼拝堂のうちで、アラゴン王ハイメ1世に仕えバレンシア王国征服に功を挙げたサント・ベルナト・カルボ（13世紀）のものは、特別な名を挙げるのに値する。2階のゴシック様式回廊は非常に美しい。見た目の良いゴシックの出入り口は保存されている聖堂参事会会議所へとつながる。

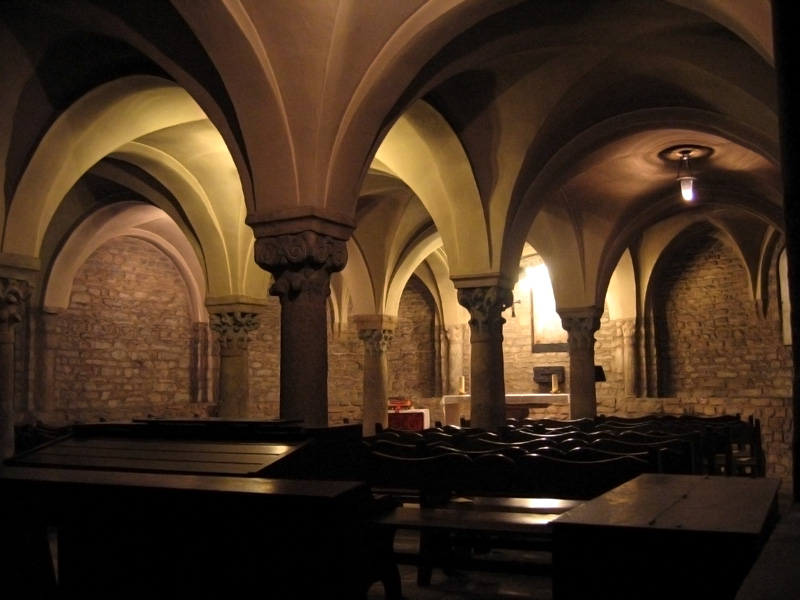
聖堂内部

1635年にはガスパー・ジイによって神学校が設立された。そして最終的には教皇ベネディクトゥス14世の命令、1748年にマヌエル・ムニョスによって閉校された。現在の神学校はかつてのイエズス会学院に位置する。この神学校は多くの有名な人物、ジャウマ・バルメス、詩人ジャシント・ベルダゲーらを輩出した。司教宮殿は1640年の戦争で破壊され、身分のある人々によって再建された。これが完全に再建されたのは司教ベヤンの代である。ビック考古学博物館はこの建物内にある。
イエズス会の創設者であるイグナチオ・デ・ロヨラは、ビック司教座にあるマンレザの教会で自身の精神的実践を記した。彼の形見は教会へ転用されていたサンタ・コバで聖別された。その近くにはイエズス会が建てた壮麗な学院がある。

## その他
高等教育機関としてビック大学がある。1599年に前身となる高等教育機関が設立され、フェリペ2世（カタルーニャではファリプ3世Felip III de Castella）によって哲学と芸術の学位を授ける特権が与えられた。1702年に行われたバルセロナでのコルテスでは、フェリペ5世（カタルーニャではファリプ6世）によって神学とその他高等科学の学位を授ける権限が与えられた。
19世紀のスペイン哲学者であるジャウマ・バルメスはビック出身であり、彼の遺体はビック大聖堂の回廊へ埋葬された。彼の最初の100年祭はビックでカトリック団体によって祝われた。
その他のビック出身の著名聖職者:
- 三位一体会の聖人である、ミゲル・デ・ロス・サントス（カタルーニャ名ミケルMiquel）
- ジュゼップ・サドック・アレマニ(1814年–1888年)　-　ビック出身。初代サンフランシスコ大司教となる[2]。

## 出身人物
- ラウル・ロペス - バスケットボール選手
- メルチョル・マウリ - 自転車ロードレース選手

## 姉妹都市
- ソモト、ニカラグア

## 文献
- Panareda Clopés, Josep Maria; Rius Calvet, Jaume; Rabella Vives, Josep Maria (1989). Guia de Catalunya, Barcelona:Caixa de Catalunya. ISBN 84-87135-01-3 (Spanish). ISBN 84-87135-02-1 (Catalan).
- この記事にはパブリックドメインである次の百科事典本文を含む: Herbermann, Charles, ed. (1913). "Diocese of Vich". Catholic Encyclopedia. New York: Robert Appleton Company.
- Paul Freedman, "The Diocese of Vic" has broad implications for the medieval history of Catalonia in general
- Diocese of Vic general information of the Catholic-Hierarchy website